# Уакали, Абделькрим
Абделькрим Уакали (араб. عبد الكريم وكالي‎; 19 марта 1993) — алжирский борец греко-римского стиля, победитель Африканских игр и чемпионатов Африки, Арабских игр.

## Карьера
В августе 2019 года в марокканском Рабате он стал победителем Африканских игр. В апреле 2021 году в тунисском Хаммамете он принимал участие в квалификационном олимпийском турнире Африки и Океании, надеясь пройти квалификацию на Олимпийские игры в Токио, однако его постигла неудача. В мае 2021 года в Софии на Всемирном олимпийском квалификационном турнире ему также не удалось завоевать лицензию. В мае 2022 года в марокканской Эль-Джадиде он выиграл золотую медаль на чемпионате Африки. В начале марте 2024 года в Аккре на Африканских играх, победив в финале Махмуда Абдельрахмана из Египта, стал победителем. 22 марта 2024 года на квалификационном олимпийском турнире Африки и Океании к Олимпийским играм в Париже ему удалось завоевать лицензию.

## Дисквалификация
14 февраля 2015 года Уакали сдал положительный результат допинг-теста на национальном чемпионате Алжира. В его крови обнаружили фуросемид, и он был дисквалифицирован за использование допинга с 12 марта 2015 года по 11 марта 2019 года.

## Достижения
- Чемпионат Африки по борьбе 2012 — ;
- Чемпионат Африки по борьбе 2014 — ;
- Чемпионат Африки по борьбе 2019 — ;
- Африканские игры 2019 — ;
- Чемпионат Африки по борьбе 2020 — ;
- Чемпионат Африки по борьбе 2022 — ;
- Средиземноморские игры 2022 — ;
- Чемпионат Африки по борьбе 2023 — ;
- Арабские игры 2019 — ;
- Африканские игры 2023 — ;